# Rosa Leal de Pérez
Rosa María Leal de Pérez (sinh ngày 9 tháng 12 năm 1953) là một nhà tâm lý học người Guatemala. Cô kết hôn với Otto Pérez Molina, cựu Tổng thống Guatemala, do đó biến cô thành Đệ nhất phu nhân của Cộng hòa Guatemala từ ngày 14 tháng 1 năm 2012 đến ngày 3 tháng 9 năm 2015.
Cô là một giáo viên mẫu giáo trong thời gian bốn năm, từ 1975 đến 1979, là một kỹ thuật viên về tâm lý học và định hướng trường học, và có bằng tâm lý học lâm sàng từ Đại học Rafael Landívar. Từ 1980 đến 1995, Leal là Giám đốc Giáo dục Tiểu học Quốc gia, chuyên về trường mẫu giáo.

## Tiểu sử
Rosa Leal de Pérez sinh ra tại Thành phố Guatemala, thủ đô cùng tên của Guatemala, vào ngày 9 tháng 12 năm 1953. Cô cũng sẽ học ở thành phố Guatemala, ghi danh vào Đại học de San Carlos de Guatemala để học lấy bằng tâm lý học. Năm 17 tuổi, cô kết hôn với Tổng thống tương lai của Guatemala và Tướng Otto Pérez Molina. Trong thập kỷ sau khi chồng cô và Roxana Baldetti thành lập Đảng Yêu nước Guatemala, Leal làm việc cho các vấn đề của đảng.

## Trích dẫn
1. 1 2  "Biografía Rosa Leal de Pérez". elperiodico.com.gt (bằng tiếng Tây Ban Nha). El Periodico. Bản gốc lưu trữ ngày 30 tháng 11 năm 2017. Truy cập ngày 30 tháng 11 năm 2017.
2. ↑  "Rosa Leal de Pérez". digital.nuestrodiario.com (bằng tiếng Tây Ban Nha). Nuestro Diario. Bản gốc lưu trữ 5 Tháng 3 2016. Truy cập ngày 30 tháng 11 năm 2017. {{Chú thích web}}: Kiểm tra giá trị ngày tháng trong: |archive-date= (trợ giúp); Đã bỏ qua tham số không rõ |= (trợ giúp)
3. ↑  "Rosa María Leal de Pérez". Libertópolis (bằng tiếng Tây Ban Nha). ngày 24 tháng 6 năm 2011. Bản gốc lưu trữ ngày 20 tháng 7 năm 2019. Truy cập ngày 20 tháng 7 năm 2019. {{Chú thích báo}}: Đã định rõ hơn một tham số trong |accessdate= và |access-date= (trợ giúp)

| Danh hiệu danh dự        | Danh hiệu danh dự                                    | Danh hiệu danh dự             |
| ------------------------ | ---------------------------------------------------- | ----------------------------- |
| Tiền nhiệm Sandra Torres | Đệ nhất phu nhân Guatemala 2012-2015                 | Kế nhiệm Ana Violeta Fagianni |
| Tiền nhiệm Sandra Torres | Chủ tịch công tác xã hội của vợ tổng thống 2012-2015 | Kế nhiệm Ana Violeta Fagianni |